# Еламська міфологія

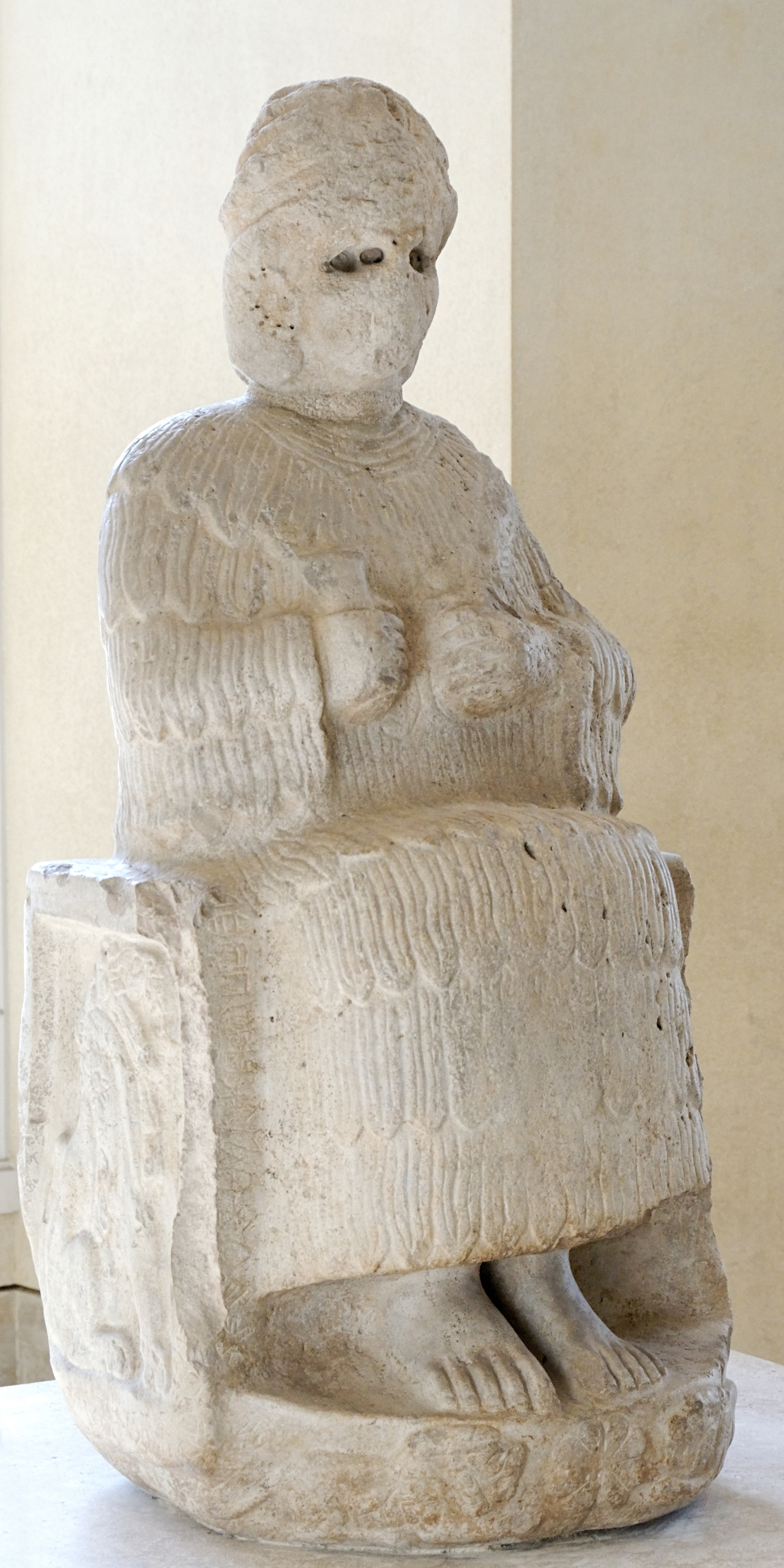
Богиня перемоги Нарунді, близько 2100 до н. е., акрополь Суз

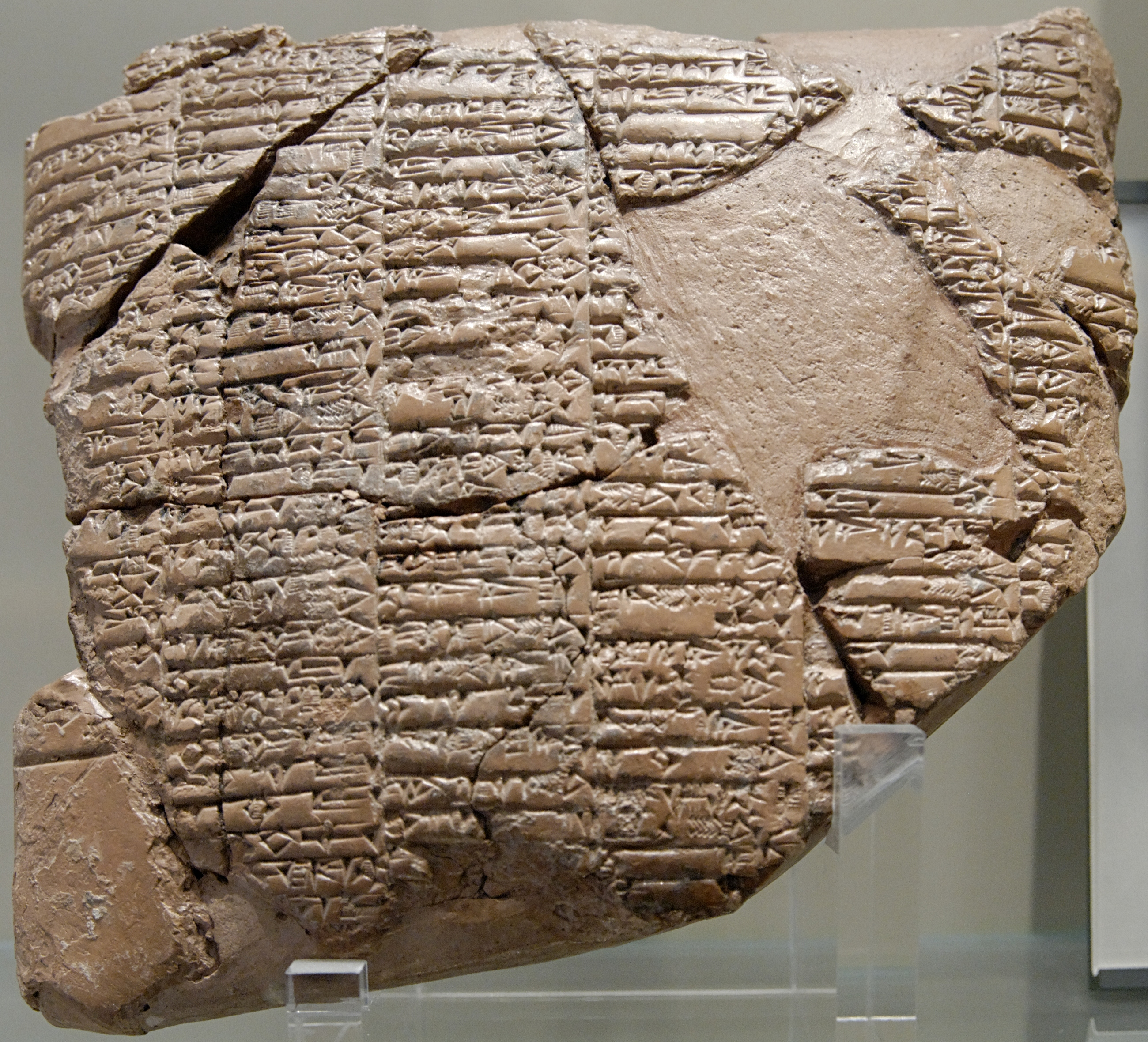
Договір між аккадським правителем Нарам-Суен правителем Суз Хітою, близько 2230 до н. е., з іменами 37 еламських божеств

Еламська міфологія — сукупність міфологічних уявлень еламітів, стародавнього народу, що жив на південному заході сучасного Ірану.

## Деякі джерела
Відомостей про міфологію та релігію еламітів мало.
Найраннішим відомим документом, що містить імена еламських божеств, є договір, складений еламською мовою близько 2230 до н. е.., між аккадським царем Нарам-Суен і підвладним йому правителем Суз Хітою. Текст починається з переліку імен 37 божеств еламського пантеону, що відкривається ім'ям верховного бога Хумбана. Божества перераховані у суворій ієрархічній послідовності. Майже всі вони знову згадуються близько 639 до н. е. у написі ассирійського царя Ашшурбаніпала. Клинописні тексти з Персеполя свідчать, деякі боги (Хумпан, Шимут та інших. ) шанувалися еламітами щонайменше до середини V століття до н. е.

## Загальна характеристика
Міфологія склалася VI тисячолітті до н. е. задовго до виникнення Еламської держави. Зазнавала впливу географічно близької до неї шумеро-аккадської міфології. Вірування мали місцеві відмінності.
Однією з найбільш характерних рис було шанування змії як символу достатку, родючості та вічності. Часто змії зображувалися з людськими головами. В еламській релігії та міфології вважалося, що всі божества мають магічну силу «кітен». Під її захистом була влада царя, який втілював волю богів.

## Вища міфологія

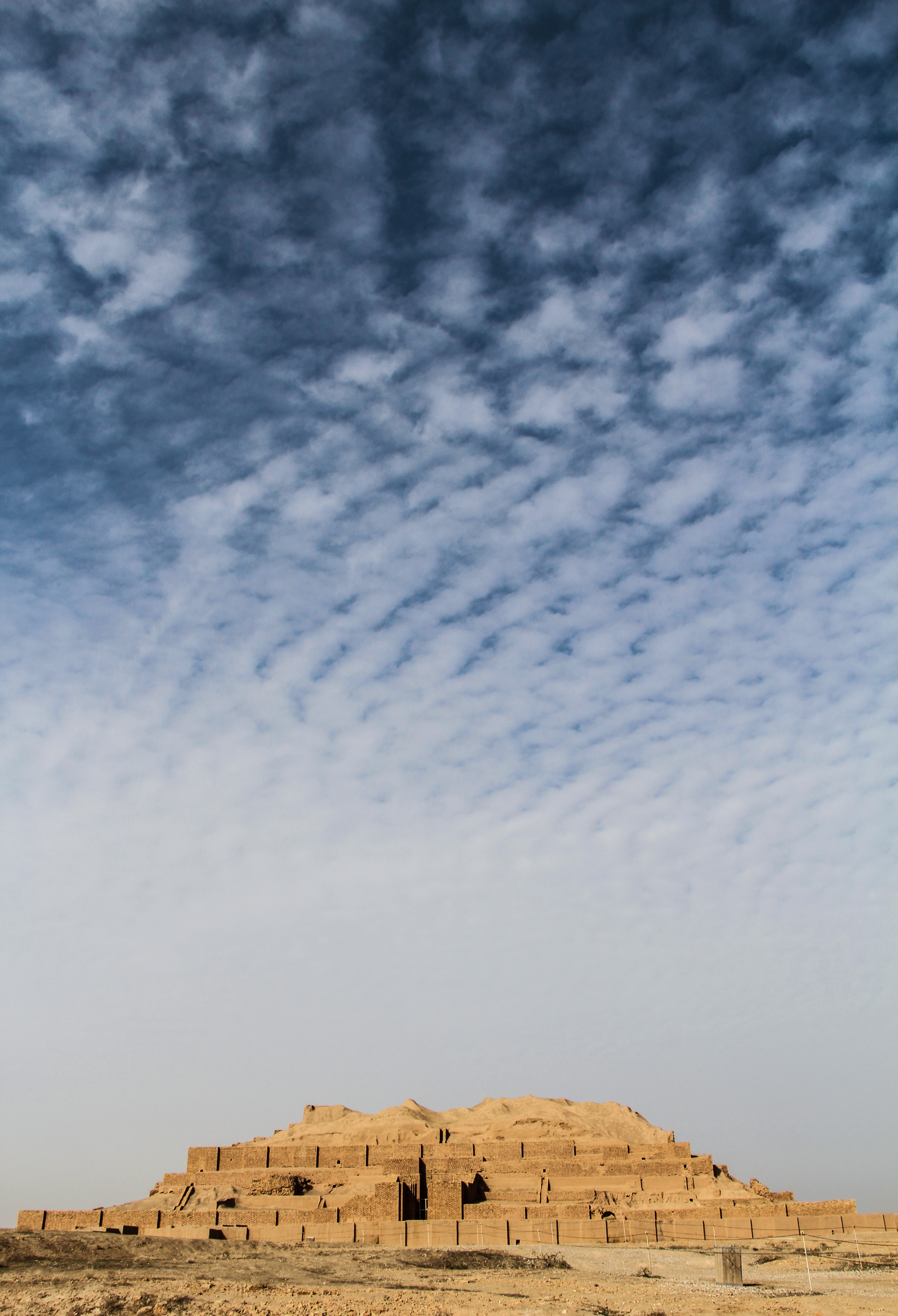
Зикурат у Дур-Унташ

Еламська міфологія характеризується розмитістю окремих богів. Більшість їх вважалися невимовними істотами, чиї імена не вимовлялися і були невідомі. Вони сприймалися також як піднесені ідеї, які повинні бути повною мірою характеризуються смертними.
Спочатку на чолі пантеону стояли жіночі божества. Спочатку головною імовірно вважалася богиня родючості і богиня-мати північного Елама Піненкір, «володарка неба», мати богів, яку в Аккаді ототожнювали з Іштар. Пізніше, початку II тисячоліття до н. е. вона витіснена богинею землі і богинею-матір'ю південного Елама Кириришем або ідентифікована з нею.
До середини II тисячоліття до н. е. Кириріша поступається провідним місцем небесному богу Хумпану. Її стали вважати дружиною останнього.
За верховенство в пантеоні з Хумпаном змагався бог — покровитель столиці Елама Суз Іншушинак.
У ІІ-І тисячолітті до н. е. Хумпан, Іншушинак та Кириріша склали провідну тріаду пантеону. Лідером тріади вважався Іншушинак. Він був покровителем монархічної влади.
Близько 1250 до н. е. на честь Іншушинака царем Елама Унташ-Напірішей був побудований культовий комплекс Дур-Унташ.
Іншими значними богами були Хутран, син Хумпана і Кіріріші, Ябру, ототожнюваний з шумеро-аккадським богом Аном, бог сонця, правосуддя та торгівлі Наххунте (Нахунді), бог місяця Напір, бог води Шазі, вісник богів Шимут його дружина Манзат, богиня перемоги Нарунді, богиня-мати, шанована в області Аншан, Парті.
У ранні періоди (III-II тисячоліття до н. е.) шанувалися також шумеро-аккадські божества Адад, Еа, Енкі, Іштар, Нергал, Нуску, Нінурта, Ішнікараб (Ішмекараб). Деякі з них були офіційно включені до пантеону Елама.